# Ботту, Антониу
Антониу Томас Ботту (порт. António Tomás Botto; 17 августа 1897, Абрантиш — 16 марта 1959, Рио-де-Жанейро) — португальский поэт-модернист.

## Биография
Из бедной семьи, в 1902 перебравшейся в Лиссабон и поселившейся в старом районе Алфама. Рано начал зарабатывать на жизнь. Служил клерком, в 1924—1925 — в Анголе.

## Творчество
Первую книгу стихов выпустил в 1917. Изданный в 1920 сборник Песни, четвёртая книга стихов, остался абсолютно незамеченным, но его переиздание в 1922, на которое Фернанду Пессоа, впоследствии переведший книгу на английский язык, откликнулся провокационной статьей, оценивающей гомосексуализм автора как позицию подлинного эстета, вызвало общественный скандал. Книгу, квалифицированную как литература Содома, в 1923 удалили из продажи, запрет продлился до 1924; учащиеся католических школ подвергали сборник публичному сожжению, притом что Ботту получил одобрение и поддержку многих видных европейских интеллектуалов (Киплинг, Джеймс Джойс, Вирджиния Вулф, Стефан Цвейг, Пиранделло, Унамуно, Антонио Мачадо, Гарсиа Лорка) и соотечественников (Камилу Песанья, Тейшейра де Паскоайш, Жозе Режиу). С другой стороны, в статье 1923 года Фернанду Пессоа высоко оценил вилансете Антониу Ботту, отметив их новизну и совершенство: «В создании своих кантиг в стиле вилансете Антониу Ботту может быть превзойдён с трудом».
В жизни вел себя как денди, отличался нарциссизмом и развившейся с годами манией величия. В 1942 был уволен с государственной службы за недисциплинированность и неподобающее поведение. Страдал от сифилиса. В 1947 покинул страну, выступив на прощание с несколькими чтениями на публике, получившими высокую оценку Амалии Родригиш, Акилину Рибейру и ряда других известных фигур. Обосновался в Сан-Паулу, в 1951 перебрался в Рио-де-Жанейро. Был сбит автомобилем на улице Копакабаны, через десять дней скончался в больнице. В 1966 его останки были перевезены в Лиссабон.

## Книги
- 1917: Trovas
- 1918: Cantiga de saudade
- 1919: Cantares
- 1920: Canções / Песни
- 1922: Canções, второе издание (книга непрерывно дополнялась и редактировалась автором вплоть до 1956, лучшим среди критиков считается издание 1932 года, за которым последовали ухудшения)
- 1923: Motivos de belleza
- 1924: Curiosidades estéticas
- 1925: Piquenas esculturas
- 1927: Olimpíadas
- 1928: Dandysmo / Дендизм
- 1929: Antologia de poemas portugueses modernos (вместе с Пессоа)
- 1931: O livro das crianças (рассказы для детей)
- 1932: Cartas que me foram devolvidas
- 1933: Alfama; António (пьесы)
- 1934: O meu amor pequenino (рассказы); Ciúme
- 1935: Dar de beber a quem tem sede (рассказы); A verdade e nada mais (антология для детского возраста)
- 1936: Baionetas da morte
- 1938: A vida que te dei; Os sonetos de António Botto
- 1939: Não é preciso mentir (рассказы)
- 1940: O barco voador (рассказы); Isto sucedeu assim… (роман)
- 1942: Os contos de António Botto para crianças e adultos / Истории Антониу Ботту для детей и взрослых
- 1943: A guerra dos macacos (рассказы)
- 1944: O livro do povo
- 1945: As comédias de António Botto (пьесы)
- 1947: Ódio e amor / Ненависть и любовь
- 1948: Songs (книга Песни в переводах Фернандо Пессоа на английский, переизд. 2010
- 1949: Regresso: novelas inéditas (рассказы)
- 1953: Histórias do arco da velha (рассказы для детей)
- 1955: Teatro; Fátima poema do mundo
- 1999: As canções de António Botto, Lisboa: Presença, 1999
- 2008: Canções e outros poemas, ed. intr. Eduardo Pitta, Vila Nova de Famalicão: Quasi, ISBN 978-989-552-329-0.
- 2010: The Songs of António Botto, translated by Fernando Pessoa, edited and with an Introduction by Josiah Blackmore, Minneapolis: University of Minnesota Press 168 p. ISBN 978-0816671014

## Признание
Имя писателя носит муниципальная библиотека в его родном городе ().